# (1698) Christophe
(1698) Christophe – planetoida z grupy pasa głównego asteroid okrążająca Słońce w ciągu 5 lat i 234 dni w średniej odległości 3,17 au. Została odkryta 10 lutego 1934 w Observatoire Royal de Belgique w Uccle przez Eugène’a Delporte. Nazwa planetoidy pochodzi od imienia syna bratanka Georgesa Rolanda, administratora Observatoire Royal de Belgique. Przed jej nadaniem planetoida nosiła oznaczenie tymczasowe (1698) 1934 CS.